# Újszeged (Seghedinul nou)
Újszeged (în traducere „Seghedinul nou”) este un cartier din  orașul maghiar Szeged. Este situat pe malul stâng al râului Tisa, fiind astfel parte a regiunii istorice Banat. 
În prezent, aproximativ 25.300 de oameni locuiesc în cartier.

## Galerie de imagini

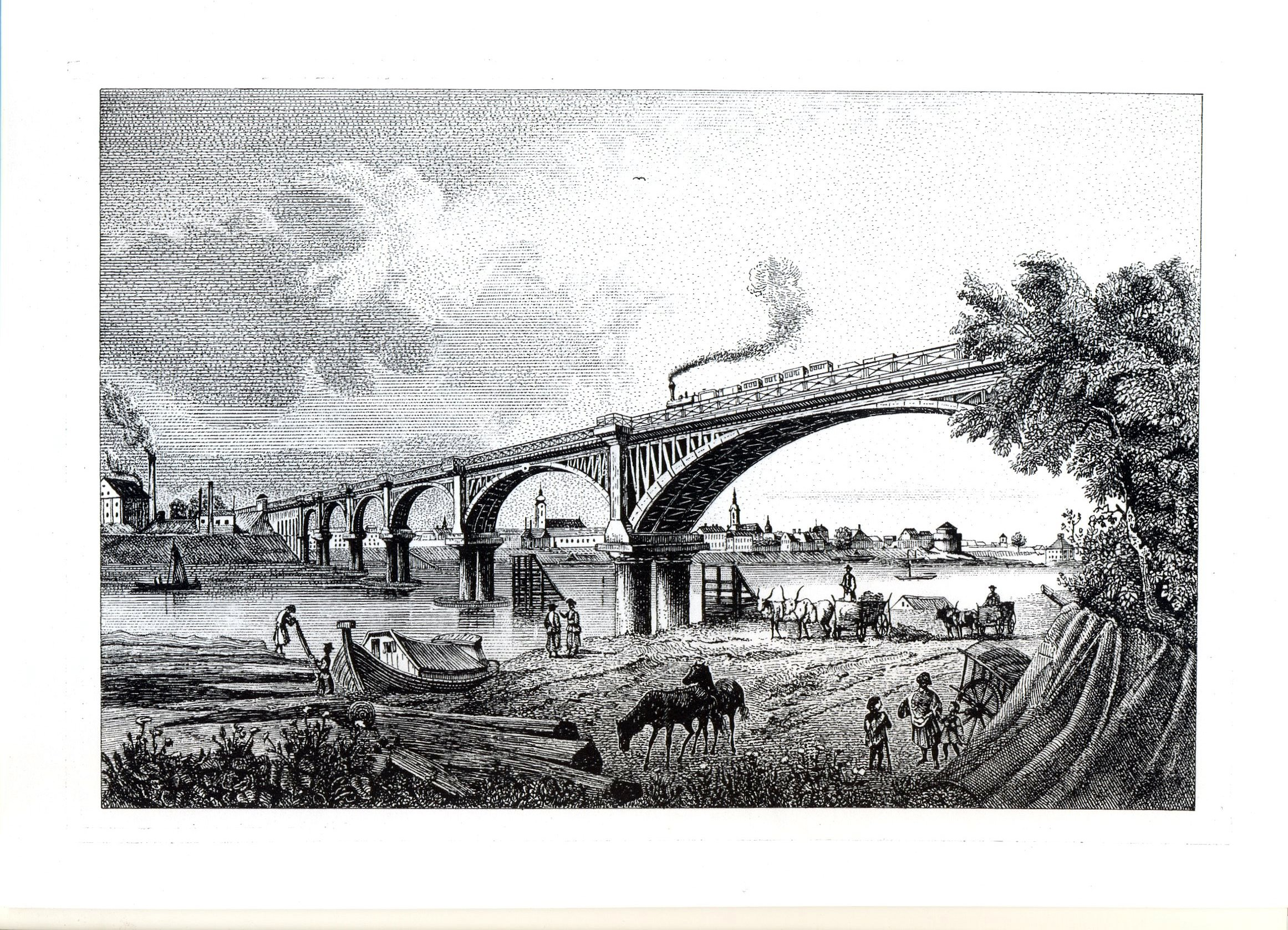
Desen al vechiului pod de cale ferată, realizat de Ferenc Somorjai
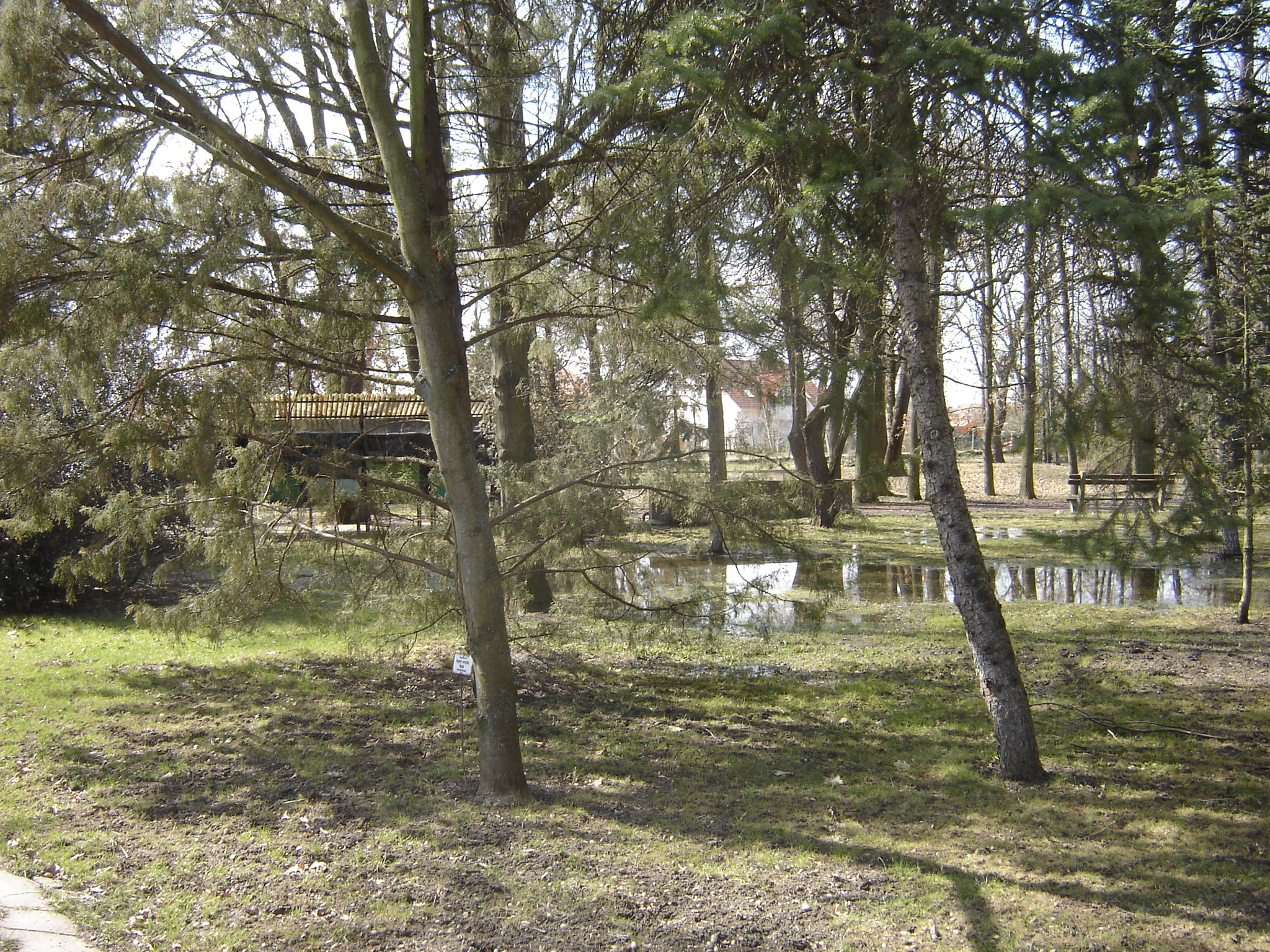
Grădina Botanică Universitară I., Újszeged
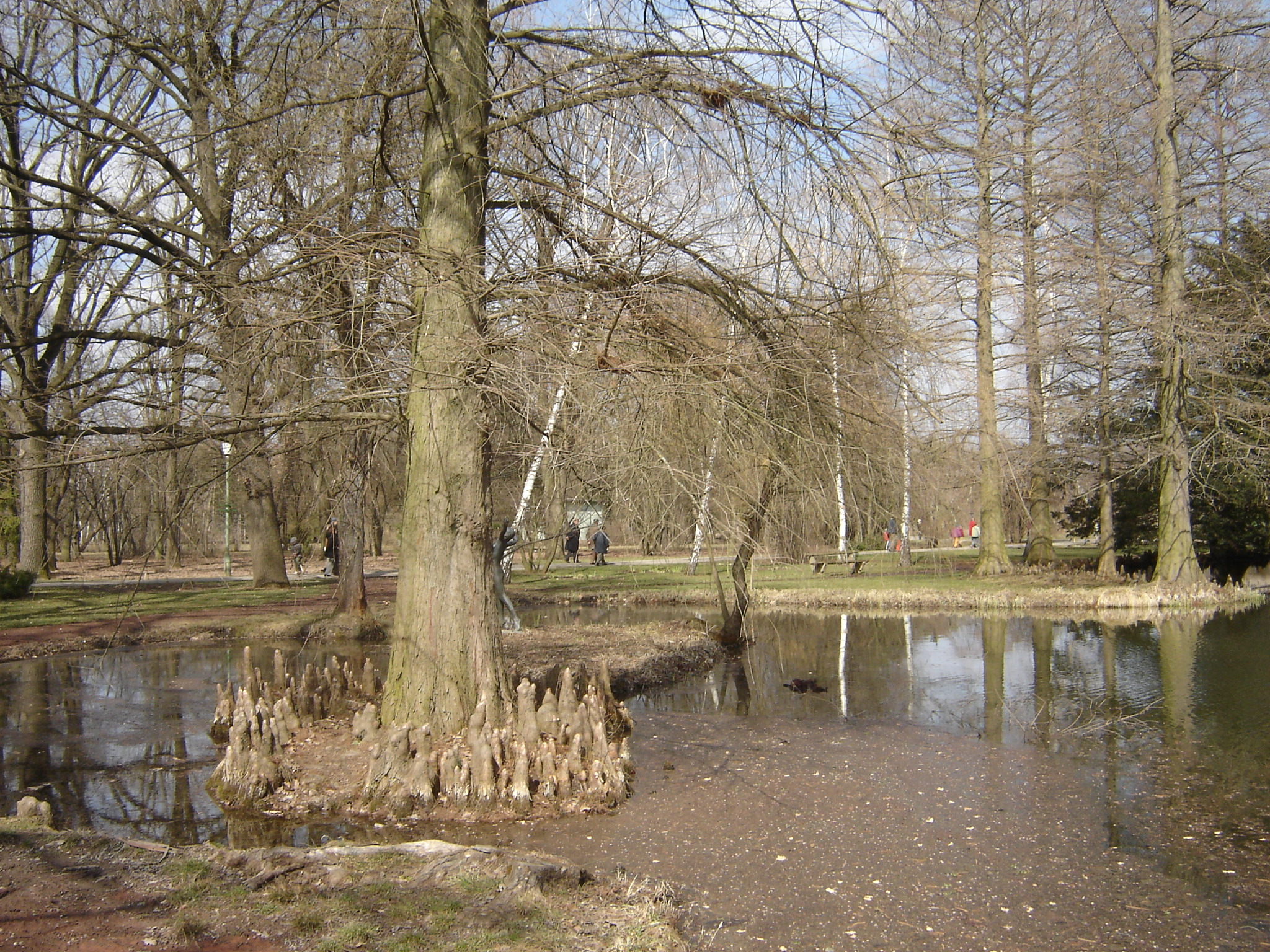
Grădina Botanică Universitară II., Újszeged
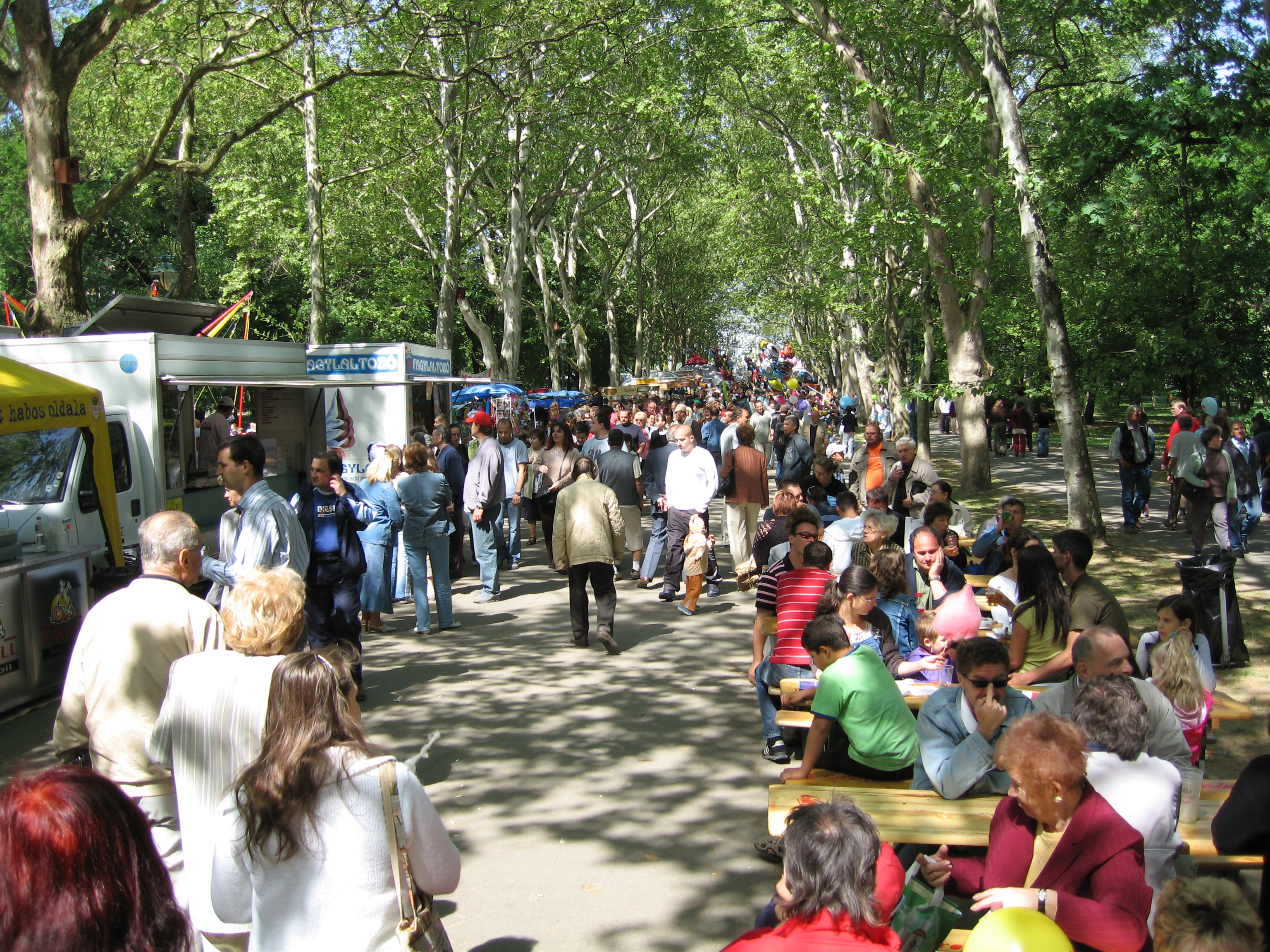
Sărbătoarea de 1 Mai în parcul Újszeged
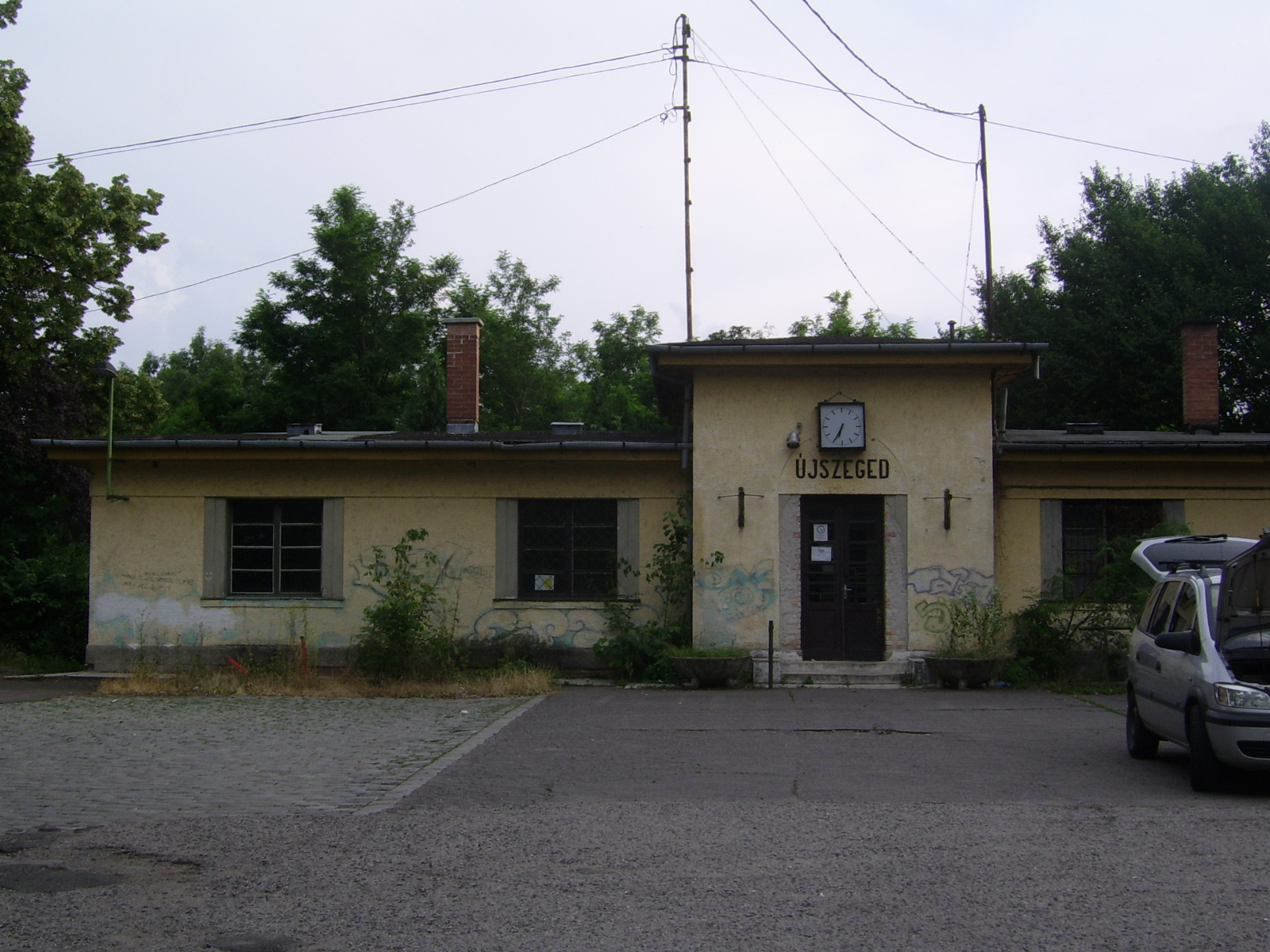
Gara